# 米ソ戦争
米ソ戦争（べいソせんそう）は、冷戦時代に危惧された、アメリカ合衆国とソビエト連邦の仮想の戦争。
開戦になれば他の資本主義国と社会主義国をも巻き込んだ第三次世界大戦若しくは核兵器を用いた核戦争になると恐れられた。
朝鮮戦争やベトナム戦争などの代理戦争は行われたが、米ソ直接間の戦争はなかった。
1991年のソビエト連邦の崩壊でその虞は回避された。またこの仮想の戦争をモチーフにしたゲームも現れた。
冷戦以前は米ソ戦の可能性は低かった。第一次世界大戦期以降のアメリカはカラープランの一環のパープルプランとしてロシア帝国を仮想敵国とした訓練を行っていたが、その後の第二次世界大戦直前のレインボープランにて対ソ戦を想定していたかははっきりしない。